# 新潟女学校
新潟女学校（にいがたじょがっこう）は、明治時代前期に新潟に存在した、新潟県最初のキリスト教主義の高等女学校である。
成瀬仁蔵が梅花女学校での経験を生かして、1887年5月に新潟の旧営所に25名で新潟女学校を開校した。アメリカン・ボードの宣教師や阿部欽次郎や知事なども発起人になった。
後に南浜通二番丁に校舎、寮、運動場を新設した。生徒も1889年には90名に増大した。しかし、次第に衰退して1892年阿部欽次郎が個人的に経営したが、1893年に17名の卒業生を出して廃校した。

## 主な教師
- 成瀬仁蔵
- 阿部欽次郎
- 渋谷善作
- 三輪潤太郎
- ドリマス・スカッダー
- キャサリン・ソフィア・スカッダー
- ジェーン・コザッド